# Sina Siebert
Sina Siebert (* 23. Dezember 2005 in Menden) ist eine deutsche Volleyballspielerin.

## Karriere
Siebert ist die Tochter der deutschen Nationalspielerin und Olympiateilnehmerin Judith Siebert. Sie begann ihre eigene Karriere bei der DJK Sümmern. Danach spielte sie beim VV Schwerte. 2020 ging sie zum Nachwuchsteam VC Olympia Münster. 2023 stand die Juniorennationalspielerin parallel dazu erstmals im Kader des Bundesligisten USC Münster. 2024 wurde die Außenangreiferin vom Erstligisten Schwarz-Weiss Erfurt verpflichtet.